# Султан-Абад
Султан-Абад (кирг. Султан-Абад) — село в Кара-Сууском районе Ошской области Кыргызстана. Входит в состав Савайского айылного аймака.

## География
Село расположено в северо-западной части области, вблизи государственной границы с Узбекистаном, на берегу канала Шахрихансай, у северо-восточной окраины города Кара-Суу, административного центра района. Абсолютная высота — 749 метров над уровнем моря.

## Население
Согласно оценочным данным Национального статистического комитета Кыргызской Республики, численность населения села на начало 2023 года составляла 522 человека.
| год     | 2009 | 2014 | 2015 | 2020 | 2021 | 2023 |
| ------- | ---- | ---- | ---- | ---- | ---- | ---- |
| человек | 501  | 535  | 500  | 606  | 610  | 522  |